# La Soukra (délégation)
La Soukra ou Soukra est une délégation tunisienne dépendant du gouvernorat de l'Ariana.
En 2004, elle compte 89 151 habitants dont 46 081 hommes et 43 070 femmes répartis dans 21 590 ménages et 25 163 logements.

## Subdivisions administratives
Elle est subdivisée en sept imadas (secteurs) :
| Imada         | Population (2004) |
| ------------- | ----------------- |
| Soukra        | 11 349            |
| Dar Fadhal    | 15 558            |
| El Bessatine  | 4 480             |
| Chotrana      | 7 126             |
| Borj El Ouzir | 10 846            |
| Ennasim       | 22 803            |
| Ettaamir      | 16 789            |